# Taurean Blacque
Taurean Blacque, född Herbert Middleton Jr. den 10 maj 1940 i Newark, New Jersey, död 21 juli 2022 i Atlanta, Georgia, var en amerikansk skådespelare. Han är främst känd i rollen som Neal Washington i TV-serien Spanarna på Hill Street. För den rollen nominerades han för en Emmy Award 1982.
Taurean Blacque är begravd på Kennedy Memorial Gardens i Ellenwood i Georgia.